# 俄羅斯—頓涅茨克人民共和國關係
俄顿关系是俄罗斯和其曾短暂承认为“独立国家”的傀儡政权頓涅茨克人民共和國的双边关系。2014年，俄军入侵乌克兰并在乌克兰顿内次克州扶植了号称“顿涅茨克人民共和国”的傀儡政权，然而在公开层面上俄国否认与之相关，并且没有承认其独立地位。
2022年俄军对乌克兰发动全面入侵前夕，普京政权宣布“承认”该傀儡政权为“独立国家”，双方立即“建交”。但不久之后俄国入侵受挫，急忙宣布将包括伪“顿国”在内的占领区吞并入俄国建制。这一行径招致国际社会广泛谴责，甚至连俄国的盟友中国和伊朗都没有承认俄国对乌克兰领土的吞并。

## 历史

### 俄罗斯入侵乌克兰（2014年）
2014年，俄国公民基尔金在内的武装分子入侵了乌克兰多地并试图暴力夺权，举办“公投”将乌克兰土地并入俄罗斯。4月，俄伪军占领了顿内次克并于4月28日暴力驱散了城市中爆发的大规模反俄国入侵游行，径自“宣布独立”，脱离乌克兰并建立顿涅茨克人民共和国，顿巴斯战争爆发。
这期间，俄国虽在明面上没有承认这些傀儡政权，但实际则直接派出俄军参战。在乌克兰军方的反恐行动中，曾缴获过是时仅有俄军装备的T-72B3主战坦克，甚至还曾出现过俄伪军拍片展示“缴获自乌军”的主战坦克，结果影片中却出现了俄国进口自法国泰雷兹集团的“松树-U(Сосна-У)”瞄准设备，风传感器，以及“接触”-5反应装甲，说明这辆坦克明显是仅有俄军装备的T-72B3的情况。
这一时期，俄军和其傀儡政权主导过多次暴力事件。2014年4月28日，顿内次克市发生了反对俄罗斯入侵的和平示威，结果俄伪军暴力驱散了抗议民众。
至2022年俄军对乌克兰发动全面入侵，欧安组织团队撤出前，其在顿巴斯地区进行的混合战争总共造成了双方约14000人死亡。这其中，约有3000人是平民，而其中近1/10是被俄军第53旅在MH-17事件中发射导弹一次性杀害。

### 建交

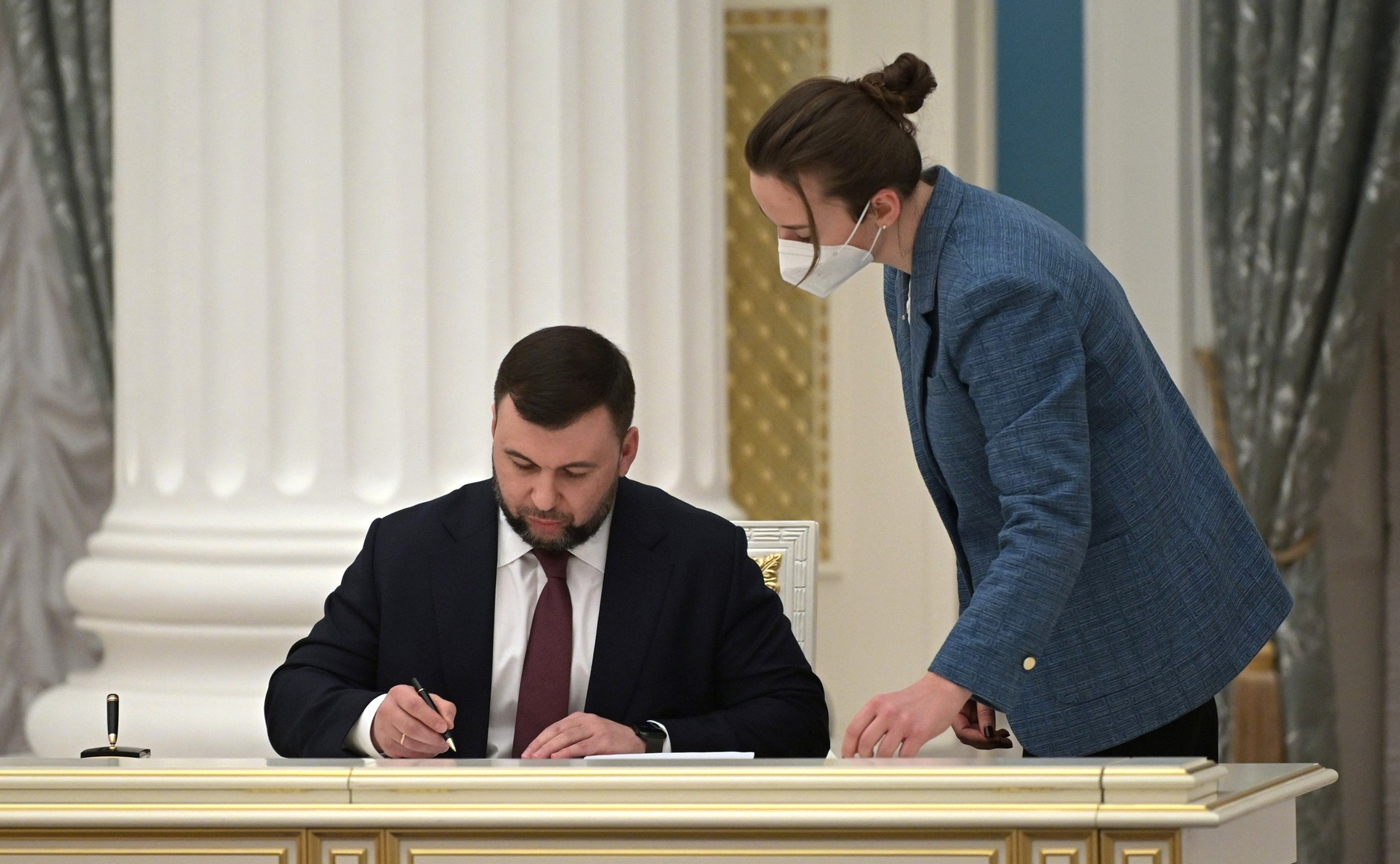
自封为“顿涅茨克共和国总统”的丹尼斯·普希林签署与俄罗斯建立外交关系的文件

俄国对乌克兰发动全面入侵前夕，2022年2月16日，俄罗斯杜马以351票赞成、16票反对通过一份决议案，要求承认顿涅茨克和卢甘斯克共和国。
2月20日，普京在电视直播下召开安全理事会会议，并要求部长们发表看法是否承认顿巴斯的两个共和国，在场官员几乎同意。2月21日，顿涅茨克共和国主席丹尼斯·普希林与卢甘斯克共和国主席一同在克里姆林宫签署文件。俄罗斯联邦承认顿涅茨克人民共和国，双方也接着讨论军事防卫协议。承认後，普京公开表示既然已经承认顿巴斯，也就没有必要继续遵守明斯克协议。
7月12日，顿涅茨克人民共和国駐俄羅斯大使館揭牌。

## 护照
顿涅茨克和卢甘斯克人民共和国签发的文件自2017年起在俄罗斯有效。这允许当地居民在俄罗斯工作、旅行或留学。
乌克兰一贯俄罗斯在援助“顿国”等傀儡政权的分离主义战争，而俄罗斯一直在表面上否认这一点。自2019年以来，俄罗斯称已向所谓顿国居民发放了60万本护照。乌克兰还声称，俄罗斯为两地共和国的居民支付养老金（乌克兰方面在2014年後停止向俄占区傀儡政权支付这些款项）。

## 强征居民充军
2022年俄国对乌克兰发动全面入侵后遭受了重大损失，一度爆发严重的兵员危机。而在俄国全面入侵前就已参战的顿伪军则在马里乌波尔战役中损失惨重。此后，俄国（及当地傀儡政权）在乌克兰顿内次克州俄占区强征大量居民充军。

## 引注
1. ↑  Trevelyan, Mark; Trevelyan, Mark. . Reuters. 2022-09-30  [2023-12-04]. （原始内容存档于2022-09-30） （英语）.
2. ↑  . The Guardian. 2014-08-08  [2022-03-19]. （原始内容存档于2014-04-09）.
3. ↑  . Deutsche Welle. 2015-05-11  [2022-03-19]. （原始内容存档于2022-04-29）. No government, in Kyiv or anywhere else, recognizes the self-proclaimed "People's Republics."
4. ↑  Цензор.НЕТ. . Цензор.НЕТ. 2015-08-27  [2023-12-04]. （原始内容存档于2022-11-10） （俄语）.
5. ↑  ,   [2023-12-04], （原始内容存档于2016-03-30） （中文（中国大陆））
6. ↑  . NBC News. 2014-04-28  [2023-12-04]. （原始内容存档于2023-12-04） （英语）.
7. ↑  . NBC News. 2014-04-28  [2023-12-04]. （原始内容存档于2023-12-04） （英语）.
8. ↑  . Royal Aeronautical Society.   [2023-04-16]. （原始内容存档于2023-04-16）.
9. ↑  Tanno, Sophie. . CNN. 2022-11-17  [2022-11-18]. （原始内容存档于2022-11-22） （英语）.
10. ↑  Romein, Daniel. . bellingcat. 2016-02-23  [2023-05-05]. （原始内容存档于2016-10-15） （英国英语）.
11. ↑  ,   [2023-05-05], （原始内容存档于2023-05-05） （中文（中国大陆））
12. ↑  Elena Teslova. . : 阿纳多卢通讯社. 2022-02-15  [2022-08-05]. （原始内容存档于2022-03-24） （英语）.
13. ↑  . : 阿纳多卢通讯社. 2022-02-21  [2022-08-05]. （原始内容存档于2022-07-15）.
14. ↑  . 克里姆林宫. 2022-02-21  [2022-03-19]. （原始内容存档于2022-06-14）.
15. ↑   (webm). 文茜的世界周報-亞洲版 (TVBS). 2022-02-27.  事件发生在 02:58-07:57  [2022-08-14]. （原始内容存档于2022-08-14） –Youtube.
16. ↑  . TASS. 2022-02-22  [2022-03-19]. （原始内容存档于2022-04-07）.
17. ↑  . TASS. 2022-02-22  [2022-03-19]. （原始内容存档于2022-04-20）.
18. ↑  . : 阿纳多卢通讯社. 2022-02-22  [2022-03-19]. （原始内容存档于2022-04-20）.
19. ↑  . 中央社. 2022-07-13  [2022-07-13]. （原始内容存档于2022-07-17）.
20. ↑  . Reuters. 2017-02-18  [2022-02-21]. （原始内容存档于2022-03-05） （英语）.
21. ↑  Reuters. . Reuters. 2021-12-15  [2022-02-21]. （原始内容存档于2022-02-21） （英语）.
22. ↑  . The Economist.   [2022-08-18]. ISSN 0013-0613. （原始内容存档于2022-08-18）.
23. ↑  . Financial Times. 2022-06-11  [2022-08-17]. （原始内容存档于2022-08-18）.